# 프르제발스키말
프르제발스키말(영어: Przewalski's horse, 학명: Equus ferus przewalskii 또는 ( Equus przewalskii )은 야생말 아종으로, 몽골야생말( Mongolian Wild Horse )이라고도 한다. 몽골에서는 Тахь( Takhi ) 라고 부르며, 국내에서는 몽고야생말, 프셰발스키말이라고도 한다. 오래 전부터 일부 역사 기록으로만 남아 있다가 1879년 소문을 듣고 탐험에 나선 러시아의 군인 니콜라이 프르제발스키( Nikolay Przhevalsky )가 몽골 초원에서 이들을 발견하면서 비로소 학계에 알려지게 되었다. ‘프르제발스키말’이란 이름은 그의 이름인 프르제발스키( Przewalski )를 따서 명명된 것이다.
현대 가축 말과 조상이 다르며, 가축 말이 64개의 염색체 수를 가지는 반면 프르제발스키말은 66개의 염색체 수를 가진다. 이들의 조상 혈통은 말이 가축화되기 훨씬 이전인 160,000년에서 38,000년 전 사이에 공통 조상으로부터 분화되었다. 또한 길들여진 동물의 후손인 야생마 미국 머스탱과 호주 브럼비와 다른 혈통으로, 오랫동안 유일하게 남아 있는 진정한 야생말이자 살아 있는 화석으로 여겨져 왔다. 하지만 2018년 약 5,500년 전 보타이 문화와 관련된 말 유해의 DNA 분석을 통해 보타이인들이 길렀던 말이 프르제발스키말의 조상이라는 사실이 밝혀지면서 프르제발스키말도 길들여졌던 말의 후손이라는 연구 결과가 나왔다. 그러나 2021년에 다시 반박이 제기되어 여전히 논란이 있다.
분류학적 위치도 아직 논쟁의 여지가 있다. 일부 분류학자들은 프르제발스키말을 별개의 하나의 종( E. przewalskii )으로 취급하고, 어떤 분류학자들은 야생말 ( E. ferus przewalskii ) 또는 길들여진 말( E. caballus )의 아종으로 취급한다.

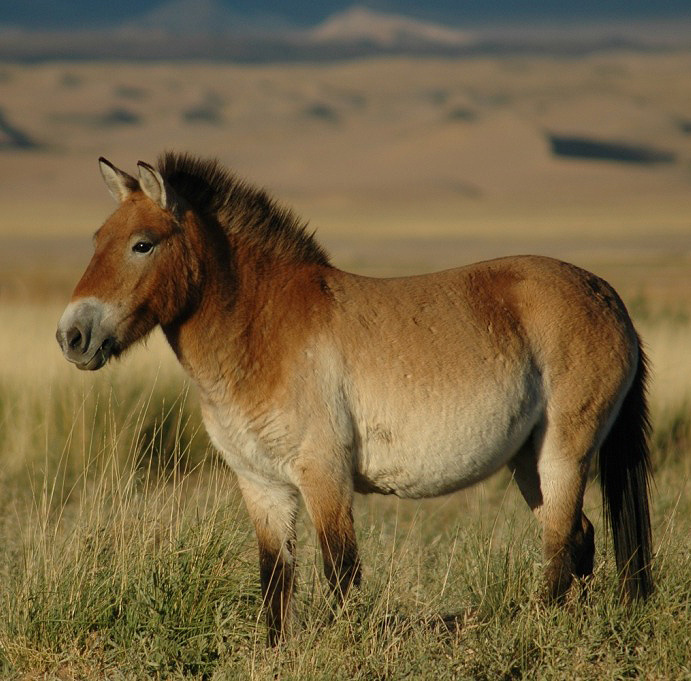
프르제발스키말

평균 체고 약 122~142cm, 평균 무게 약 300kg 으로, 길들여진 말보다 몸집이 작고 다리가 짧다. 하지만 체격이 더 다부지고 튼튼하다. 털은 단일한 황갈색이고, 얼굴과 몸의 윗부분은 색이 어둡고 아랫배로 갈수록 색이 하얗게 옅어지는 팡가레 특징이 있다. 털은 여름에 색이 연하고 겨울에 더 진해진다. 갈기는 길들여진 말에 비해 짧고 위로 뻗어 있고, 꼬리는 윗부분이 짧고 아랫부분이 길어 길들여진 말이 일정한 꼬리 길이를 갖는 것과 차이가 있다. 등 한가운데에는 갈기에서 꼬리까지 이어지는 검은 줄무늬가 있고, 다리의 절반은 검은 털로 덮여 있다. 다리 안쪽의 얼룩무늬는 원시적인 기원 을 나타내는 표식이다. 겨울에는 털이 촘촘하고 길게 나 추위를 방어할 수 있다.
한때 중가리아분지라고 불리는 몽골과 중국 및 중앙아시아 대초원에 서식하였으며, 화석으로 보면 만주와 한반도까지 서식한 것으로 보인다. 하지만 니콜라이 프르제발스키에 의해 발견된 이후 유럽인들의 남획, 밀렵, 전쟁, 서식지 파괴, 혹독한 기후 등으로 인해 수가 줄어들어 1969년 야생에서 멸종되었다. 이후 종 보존 노력으로 세계 각국 동물원에서 번식을 추진하여 개체수가 점차 늘어났다. 1992년부터는 일부를 야생으로 돌려 보내는 재도입 프로젝트를 추진하여 현재는 몽골의 후스타이 국립공원( Hustai National Park ), 대 고비 B 엄격보호구역( Great Gobi B Strictly Protected Area )의 타킨 탈( Takhin Tal ), 호민 탈 국립공원( Khomyn Tal National Park ) 그리고 중국의 신장 칼라마일리 자연보호구역( Kalamaili Nature Reserve ), 둔황 서호 자연보호구역( Xihu Nature Reserve )을 자생 서식지로 하여 살고 있다. 이밖에도 중앙아시아와 유럽 여러 지역의 반 야생 구역에서 살고 있는 개체들과 동물원에서 사육되는 개체들을 모두 합치면 현재 약 2,500여 마리가 살고 있다. 국내에서는 서울대공원에서 캐나다 토론토 동물원에서 데려온 수컷 '미샤'와 암컷 3마리 등 여러 마리를 사육했으나 대부분 노환이나 사고 등으로 폐사했고, 2018년부터 대만 타이베이 동물원에서 데려온 '용보'라는 수컷 한 마리만이 유일하게 살고 있었지만 용보마저 2024년 5월 3일 마취 사고로 갑작스럽게 폐사하면서 국내에서 프르제발스키말을 볼 수 있는 방법은 사라졌다.

## 혈통
프르제발스키말의 유전적 특징은 현대의 가축 말과 다르다. 길들여진 말과 프르제발스키말의 염색체 수가 각각 64개, 66개로 서로 다르고, 두 말의 계통은 기후, 지형 또는 기타 환경 변화로 인해 가축화되기 훨씬 전에 분리되었다. 2011년 미토콘드리아 DNA 분석에서 프르제발스키말과 현대 가축 말의 조상이 약 16만년 전에 갈라진 것으로 드러났고, 전체 게놈 서열 분석 및 오래된 말 뼈의 DNA 보정을 기반으로 한 분석 결과 두 말의 조상이 분화된 연대는 72,000~38,000년 전인 것으로 나타났다.
그러나 2018년 새로운 분석에 따르면, 기원전 4천년 중반 보타이 문화와 관련된 말의 유적과 현대 가축 말 및 프르제발스키말의 DNA 게놈 서열을 비교 분석한 결과 보타이 말은 현대 가축 말의 조상이 아니라 프르제발스키말 혈통에 속한다는 사실이 밝혀졌다. 더욱이 현대의 프르제발스키말은 모두 보타이 말의 계통수 내에 속해 있는 것으로 드러나, 현대의 프르제발스키말은 고대 보타이인들이 길들였던 말의 야생 후손이라는 주장이 제기되었다. 이는 프르제발스키말이 사실은 진정한 야생말이 아닐 수도 있음을 시사한다.
하지만 2021년에 새롭게 제기된 재평가에서는 프르제발스키말을 결코 길들여지지 않은 야생말로 보는 전통적인 견해에 더 무게가 실렸다. 이 저자들은 북아메리카의 플라이스토세 야생말 화석에서도 보타이 말과 똑같은 치아 마모가 발견된 것에 근거해, 보타이 말의 뼈에서 발견된 치아 마모 흔적이 고삐로 인해 발생한 것이라는 이전의 주장을 뒤집고 자연적으로 치아 마모가 발생했을 가능성이 높은 것으로 보았다. 더불어 보타이 말의 뼈에서 분석된 연령 구조가 가축 사육과 일치하지 않는 것으로 보았다. 또한 발견된 보타이 말의 뼈와 화살촉 같은 유적의 표본들이 사냥터에서 나왔다는 것은 보타이 말이 타거나 짐을 끌기 위한 용도로 길들여진 것이 아니라 오히려 식용으로 사냥당했음을 시사한다. 따라서 보타이 문화와 관련된 말은 가축화된 말이 아니라 야생말이며, 프르제발스키말 혈통은 항상 야생 혈통이었던 것으로 보아야 한다고 결론지었다.
만약 보타이 말이 가축화되었다고 가정해도 현대의 가축 말은 모두 흑해 북부의 얌나야 문화에서 가축화한 말의 후예이므로 이들과는 서로 다른 계통에 속한다.

## 특징
길들여진 말에 비해 크기가 작고 다리가 짧지만, 체격이 다부지고 힘이 더 세다. 평균 체고는 약 122~142cm, 평균 길이는 약 2.1m, 평균 무게는 약 300kg이다. 털은 단일한 황갈색이고, 주둥이가 하얗고 아랫배로 갈수록 색이 하얗게 옅어지는 팡가레 특징이 있다. 갈기는 가축 말보다 더 짧고 위로 뻗어 있고, 앞머리를 덮지 않는다. 등 한가운데에는 갈기에서 꼬리까지 이어지는 검은 줄무늬가 있다. 다리의 절반은 검은 털로 덮여 있고, 다리 안쪽에는 얼룩무늬가 있다. 이것은 원시적인 기원을 보여주는 전형적인 특징이다. 꼬리의 길이는 약 90cm이다. 길들여진 말의 꼬리 길이가 일정한 반면, 이들의 꼬리 위쪽은 숱을 친 듯 짧고 아래쪽은 길다. 갈기와 꼬리는 매년 털갈이를 하고, 털이 한꺼번에 빠진다. 발굽은 길들여진 말보다 앞쪽이 더 길고 발바닥 뿔이 훨씬 두껍다. 이는 지형에서 발굽 성능을 향상시키는 적응의 결과이다.

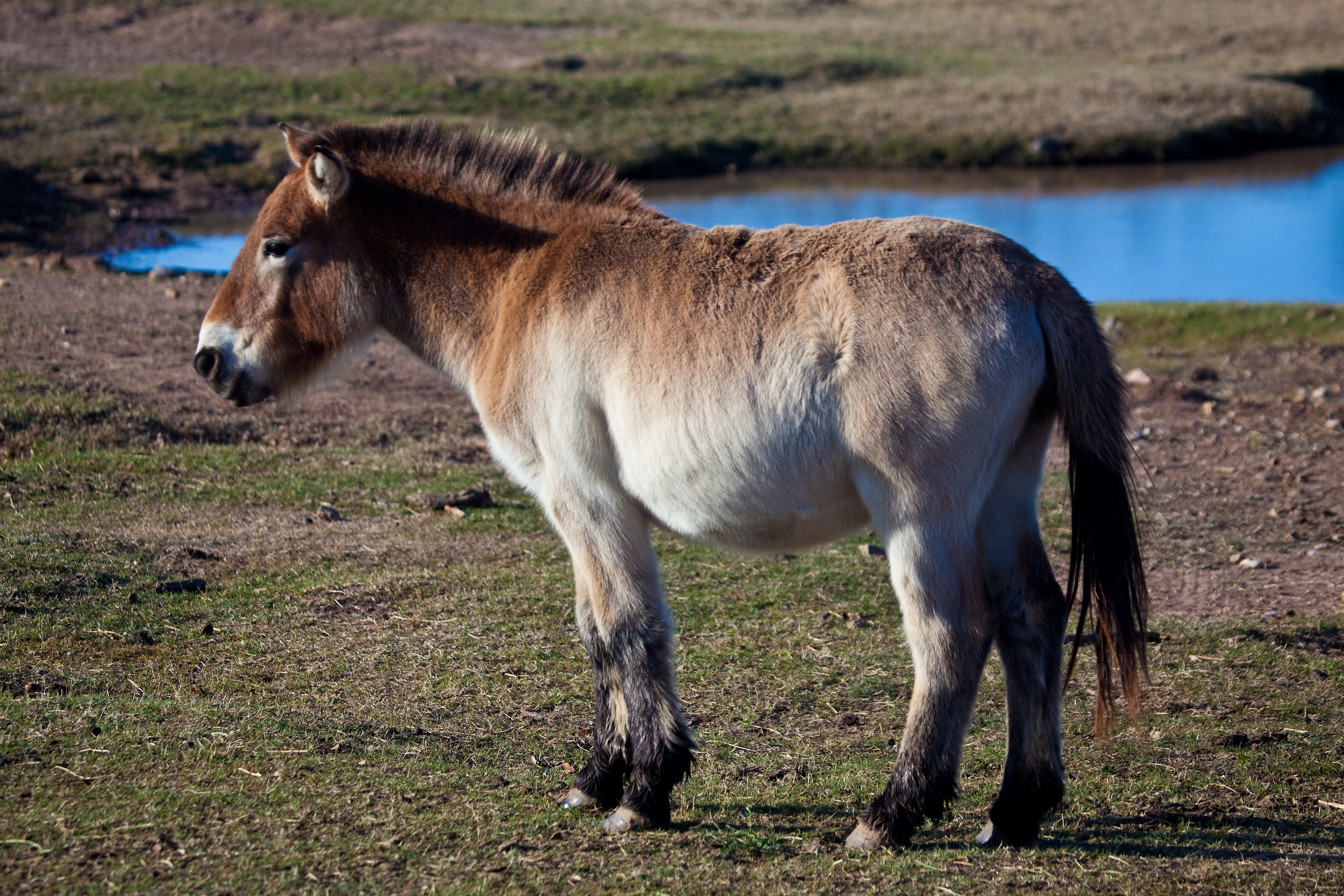
프르제발스키말의 겨울 털

여름에는 색이 연하지만 겨울에는 색이 진해지고 털이 더 촘촘하고 길게 나서 추운 겨울을 대비할 수 있다. 봄에서 가을까지 초원의 풀을 원없이 뜯어먹고 살을 토실토실하게 찌워 겨울이 오기 전 에너지를 축적한다. 길들여진 말보다 먹이가 까다롭지 않아서 아무 풀이나 잘 뜯어먹고, 내구력이 강해 영하 30~40도에 육박하는 혹독한 추위에도 잘 견딘다. 3~4일 동안 물을 마시지 않고도 버틸 수 있다. 겨울에는 쌓인 눈을 파헤쳐서 마른풀을 뜯어먹고, 앞발로 얼음을 깨서 물을 마신다.
가축 말과 교배할 수 있으며, 교배된 자손은 65개의 염색체를 가진다.

## 생태와 행동
고도로 사회화된 종으로 무리생활을 한다. 프르제발스키의 무리는 일반적으로 하렘 무리( Harem Group )와 총각 무리( Bachelor Group )로 나뉜다.
하렘은 우두머리 종마 1마리와 여러 마리의 암말 및 망아지로 구성된 5~15마리 정도의 가족 단위 그룹이다. 우두머리 종마는 무리를 이끌고 보호한다. 여러 마리의 암말 내에서도 서열이 형성되어 있으며, 서열이 가장 높은 암말도 리더십을 발휘하며 무리에서 중요한 역할을 한다. 무리가 이동할 때는 일렬로 줄지어 이동하는데, 보통 서열이 가장 높은 암말이 무리의 맨 앞을 걷고 우두머리 종마는 무리의 맨 뒤를 따라가면서 걷는다. 이것은 우두머리 종마의 시야에 모든 구성원들이 들어올 수 있게 하고, 주변을 경계하기 위해서이다. 만약 앞에서 무슨 일이 생기면 우두머리 종마는 즉시 반응한다. 또한 가장 먼저 물을 마시는 것은 서열이 가장 높은 암말이고, 우두머리 종마는 무리와 약간 떨어진 곳에서 망을 본다.
종마와 암말은 몇 년 동안 선호하는 파트너와 함께 지내지만, 암말은 다른 수말에 의해 하렘을 옮겨다닐 수 있다.
어린 망아지는 2~3살 정도가 되면 우두머리 종마에 의해 무리에서 쫓겨난다. 이 과정에서 공격당해 부상을 입을 수 있으며, 쫓겨난 수말은 다른 비슷한 처지의 수말들과 함께 총각 무리를 형성한다. 총각 무리는 암말이 없는 수말들로만 구성된 무리로, 나이대가 다양하고 하렘보다는 결속력이 느슨하다. 이들은 암말을 차지하거나 자신의 하렘을 구축할 때까지 이곳에 머물면서 상호작용하고 싸움 연습을 한다.
젊은 수말이 하렘을 차지하는 방법은 암말을 자연스럽게 만나거나 다른 우두머리 종마가 이끄는 하렘을 빼앗는 것이다. 후자의 경우 다른 하렘을 물색해 사전조사를 하고 그 하렘의 우두머리 종마에게 결투를 신청하는 방식으로 이루어진다. 싸움에서 이기면 바로 하렘을 쟁취하고, 패배한 기존 우두머리 종마는 하렘을 떠난다. 보통 우두머리 종마가 늙고 힘이 약해지면 7~8살 정도의 젊은 수말에게 하렘을 빼앗긴다. 하렘의 우두머리 종마는 젊은 수말에 대해 상당히 예민하고 공격적이다. 이러한 하렘 투쟁은 다른 길들여진 말의 생태와 유사하지만 더 치열하고 격렬해서 싸움 후에 치명적인 부상을 입거나 사망하는 일도 적지 않다. 가끔 어느 무리에도 속하지 않고 혼자 돌아다니는 수말도 있는데 이들은 대부분 하렘 싸움에서 진 패배자들이다.

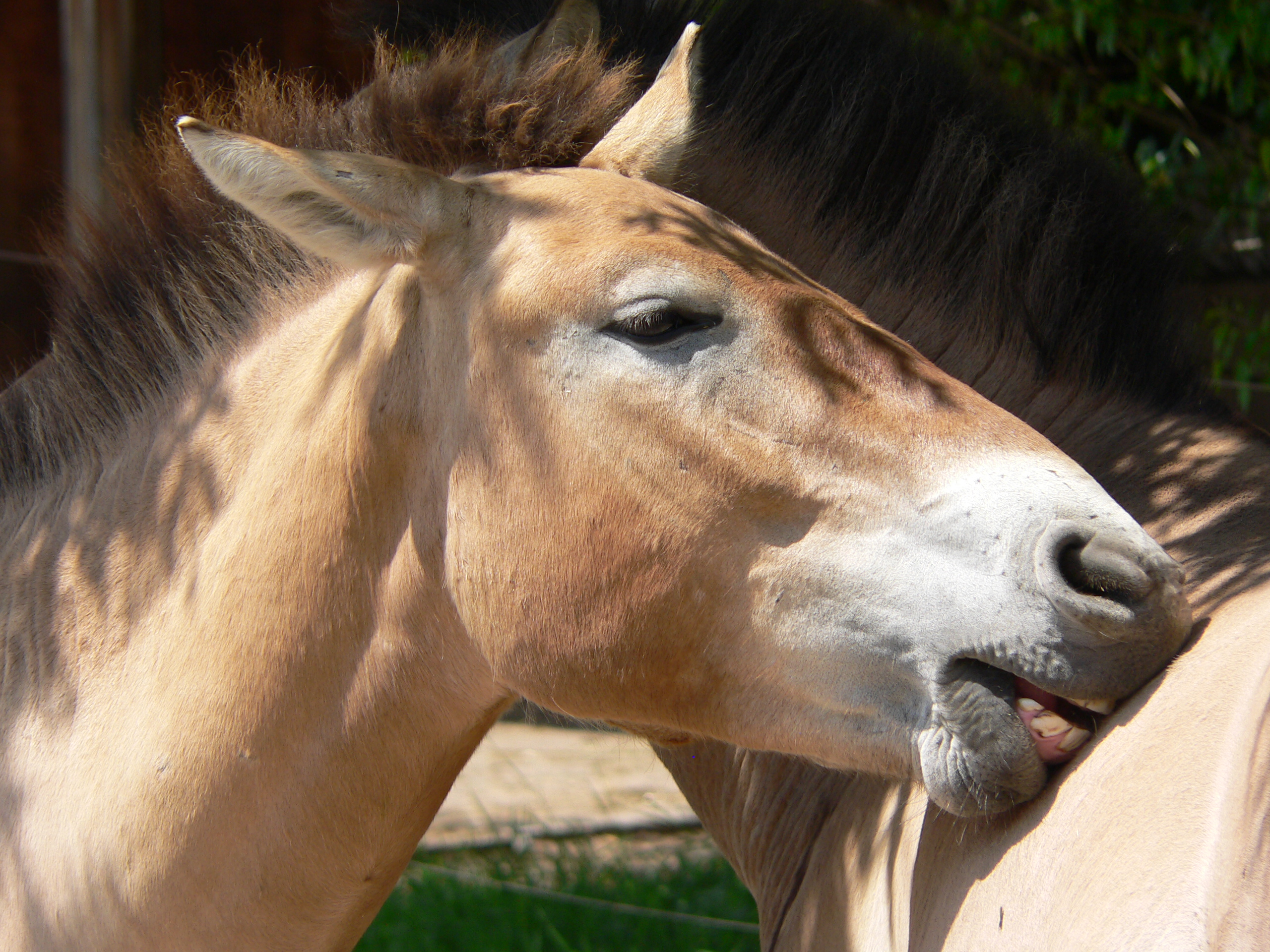
프르제발스키말의 상호그루밍

프르제발스키말은 상당히 복잡한 사회적 관계를 형성한다. 끊임없는 상호작용과 의사소통을 통해 친밀감을 형성하고 무리의 조화를 조성한다. 여기에는 상호 그루밍을 비롯해 발성, 발차기, 손질하기, 귀 기울이기, 냄새 표시, 다양한 시각 및 촉각 신호가 포함된다. 가까이 붙어서 서로의 신체 부위를 가볍게 깨물거나 갉아먹거나 핥아주는 그루밍은 이들에게서 볼 수 있는 매우 흔한 행위이다.

## 번식
수말과 암말 모두 보통 4~5세 정도에 성적으로 성숙하고, 짝짓기는 늦봄이나 초여름에 발생한다. 수말이 5살이 되어 짝짓기 파트너를 찾기 시작할 때 스스로 암말 무리를 모으거나 다른 하렘의 우두머리 종마에게 도전한다. 하렘의 종마를 이기면 그 하렘을 자신의 하렘으로 취한다. 하렘의 우두머리가 교체될 때 암말이 복종하지 않거나 자신의 새끼를 데리고 다른 하렘으로 떠날 수도 있다.
암말은 3살부터 새끼를 낳을 수 있고, 임신기간은 약 11개월( 320일~343일 )이다. 한번 출산할 때 한 마리만 낳는다. 출산 후 8~9일이 지나면 다시 발정한다. 암말의 가임성은 약 20살까지 유지되고, 수말은 30살이 넘을 때까지 교배할 수 있다.
대부분의 망아지는 4~7월 사이에 태어난다. 태어난 후 30분만에 네 발로 서서 무리와 함께 이동할 수 있다. 갓 태어난 망아지의 크기는 성체 말보다 매우 작고, 털 색깔은 연하며, 몸무게는 약 30kg 정도로 어미 몸무게의 약 5%이다. 어미 몸무게의 10% 정도인 가축 말의 망아지와 비교하면 이는 상당히 큰 차이다. 몇 주 안에 풀을 뜯기 시작하지만 출생 후 8~13개월 동안 젖을 떼지 않는다. 성적으로 성숙해지는 2~3살까지 자신이 태어난 하렘에서 지내다가 2~3살에 되면 하렘에서 쫓겨난다. 종마가 갓 태어난 망아지를 살해하는 영아 살해 행위는 가끔 벌어진다. 망아지의 영아 사망률은 25%인데, 이 중 83.3%는 종마의 영아 살해로 인해 발생한다고 하며, 주로 다른 하렘을 인수할 때 다른 종마의 새끼를 살해한다. 하지만 어떤 연구에 따르면 이는 매우 일반적인 현상은 아니며, 다른 하렘을 인수하는 것과도 유의미한 관계가 없다고 한다.

## 서식지
이들은 과거 선사 시대부터 중앙아시아, 중국, 서유럽 등지에 걸쳐 광범위하게 돌아다녔고, 특히 몽골과 중국 북부의 초원지대, 유라시아 스텝 지대가 주 서식지였다. 특히 염분이 있는 지역을 선호했다고 한다.
봄과 여름에는 물웅덩이에서 주로 관찰되며, 높은 산을 통하지 않고 계곡을 건너 이동한다. 건조하고 수원이 부족한 거친 중가리아 고비에서도 살았지만, 사막은 이들이 선호하는 최적의 서식지가 아니라 좋은 땅을 인간이 차지하면서 기존 서식지에서 쫓겨난 마지막 피난처라는 의견도 있어 논쟁의 여지가 있다.
야생에서 멸종되기 전에는 카자흐스탄 동부, 몽골 서부, 중국 북부에서 목격되었으며, 1969년에 마지막 한 마리가 발견된 곳은 고비 사막이었다.
현대에서 야생의 서식지는 거의 연구되지 않았지만 몽골 후스타이 국립공원에서는 1.2~24km2 (0.46–9.3 sq mi), 대 고비 B 엄격보호구역에서는 150~825km2 (58–319 sq mi) 로 추정된다. 각 하렘의 범위는 영역이 분리되어 있지만 겹칠 수도 있다. 이런 경우에는 영역 싸움이 벌어지기도 한다. 일정한 서식지 내를 광범위하게 돌아다니지만 멀리 벗어나지 않고 보수적으로 활용한다.
천적은 늑대가 거의 유일하다. 늑대에 의한 망아지 피해가 꾸준히 발생하지만 성체 말이 늑대에게 위협이 되는 경우도 있다.

## 식생활
풀을 주식으로 하며, 하루 중 대부분의 시간을 풀을 찾아다니는 데에 소비한다. 주로 E. repens, Trifolium pratense, Vicia cracca, Poa trivialis, Dactylis glomerata 및 Bromus inermis 를 가장 자주 먹는다. 가축 말에 비해 먹이가 까다롭지 않아 거친 풀도 잘 뜯어먹으며, 각 서식지에 있는 풀에 적응해 잘 먹는다.
계절마다 다른 풀을 선호하는 경향이 있는데, 특히 겨울에는 풀이 부족하기 때문에 얼음과 눈 밑에서 자라는 Festuca, Bromus inermis, E. repens 을 파먹고 목본식물이나 관목의 일부도 먹는다. 겨울에는 다른 시기보다 음식을 더 천천히 먹고, 겨울의 기초 대사율은 봄의 절반이다. 이는 영양소 섭취 감소의 결과가 아니라 예측 가능한 계절별 식단 변동에 따라 프로그램된 반응이다.

## 연혁
프르제발스키말은 약 30,000년 전 초기 인류가 먹잇감으로 사냥했고, 약 20,000년 전 이탈리아, 프랑스, 스페인 전역에서 동굴 벽화에 말을 암각했다. 900년 티베트 승려 보도와가 이 말들에 대해 최초로 기록했고, 1226년 징기즈칸이 탕구트 제국을 정벌하는 동안 프르제발스키말을 목격했다. 
15세기 요한 실트베르거가 몽골 칸의 포로로 갔다가 우연히 말을 목격하고 자신의 일기에 기록했다. 1630년경 청나라 황제에게 이 말을 선물로 바쳤다. 1719~1722년 표트르 1세를 위해 복무했던 스코틀랜드 의사 존 벨이 러시아의 톰스크주에서 이 말을 목격했다. 1750년 청나라 황제가 대규모 사냥꾼들을 조직해 이 말을 하루에 200~300마리 사냥했다. 

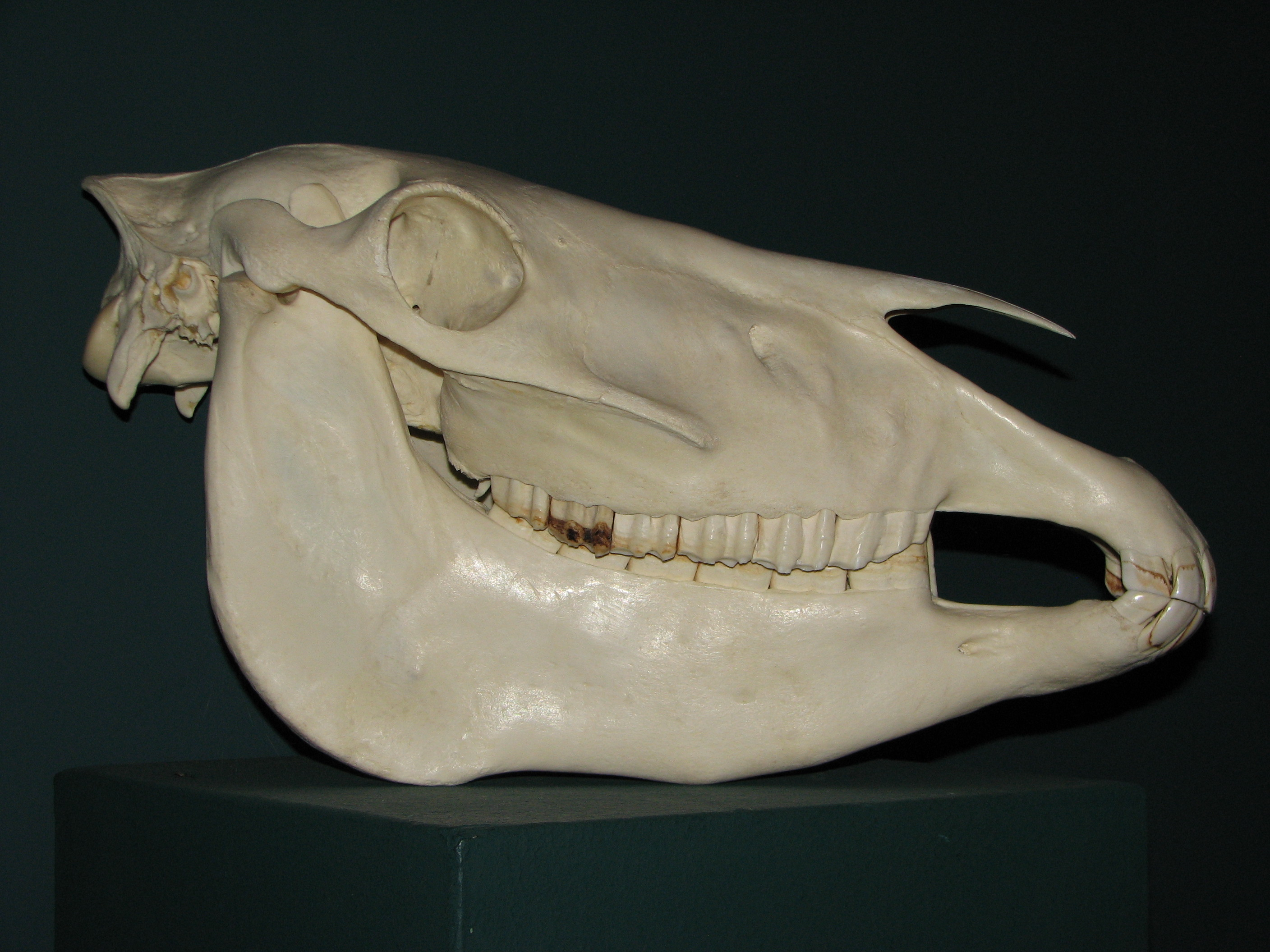
프르제발스키말의 두개골

1878년은 프르제발스키말 역사에서 중요한 분기점이 된 해이다. 러시아 육군 장교이자 탐험가인 니콜라이 프르제발스키가 몽골과 중국 국경 근처에서 이 말의 두개골과 가죽을 선물받은 후 야생에서 직접 보기 위해 탐험을 떠났다. 중가르 분지에서 실제로 목격한 뒤 그때까지 알려졌던 22종의 말과는 별개의 종이라는 사실이 드러나 학계에 새롭게 보고되었다. 1881년 발견자의 이름을 따 공식적으로 에쿠스 프르제발스키( Equus przewalskii )라는 이름이 명명되었다. 
1903년 이후 야생 개체수는 점차 감소해 1947년에 이르러서는 소수 개체들만이 목격되었다. 당시 지역 유목민들은 50~100마리 정도의 프르제발스키말이 소규모 무리로 풀을 뜯는 것을 봤다고 보고했고, 그 후 대부분 물웅덩이 근처에서 2~3마리의 단일 무리가 가끔씩 목격되었다. 1955년과 1962년 두 번의 탐험에서는 발견되지 못했고, 1966년과 1967년 단일 무리가 목격됐다고 보고되었을 뿐이었다. 그리고 1969년 외로운 종마 한 마리가 마지막으로 발견된 뒤 이후 30년 이상 동안 "야생에서 멸종"으로 지정되었다. 멸종 원인으로는 가축과의 경쟁, 서식지 상실, 사냥, 동물 수집을 위한 망아지 포획, 군사 활동, 혹독한 겨울 등이 꼽힌다.  
야생 개체수는 학계에 보고될 당시에 이미 드물었다. 니콜라이 프르제발스키는 말을 멀리서 봤다고 보고했으므로, 실제로는 현지의 오나거, 즉 아시아당나귀를 목격했을 가능성도 있다. 

### 포로 생활 및 멸종

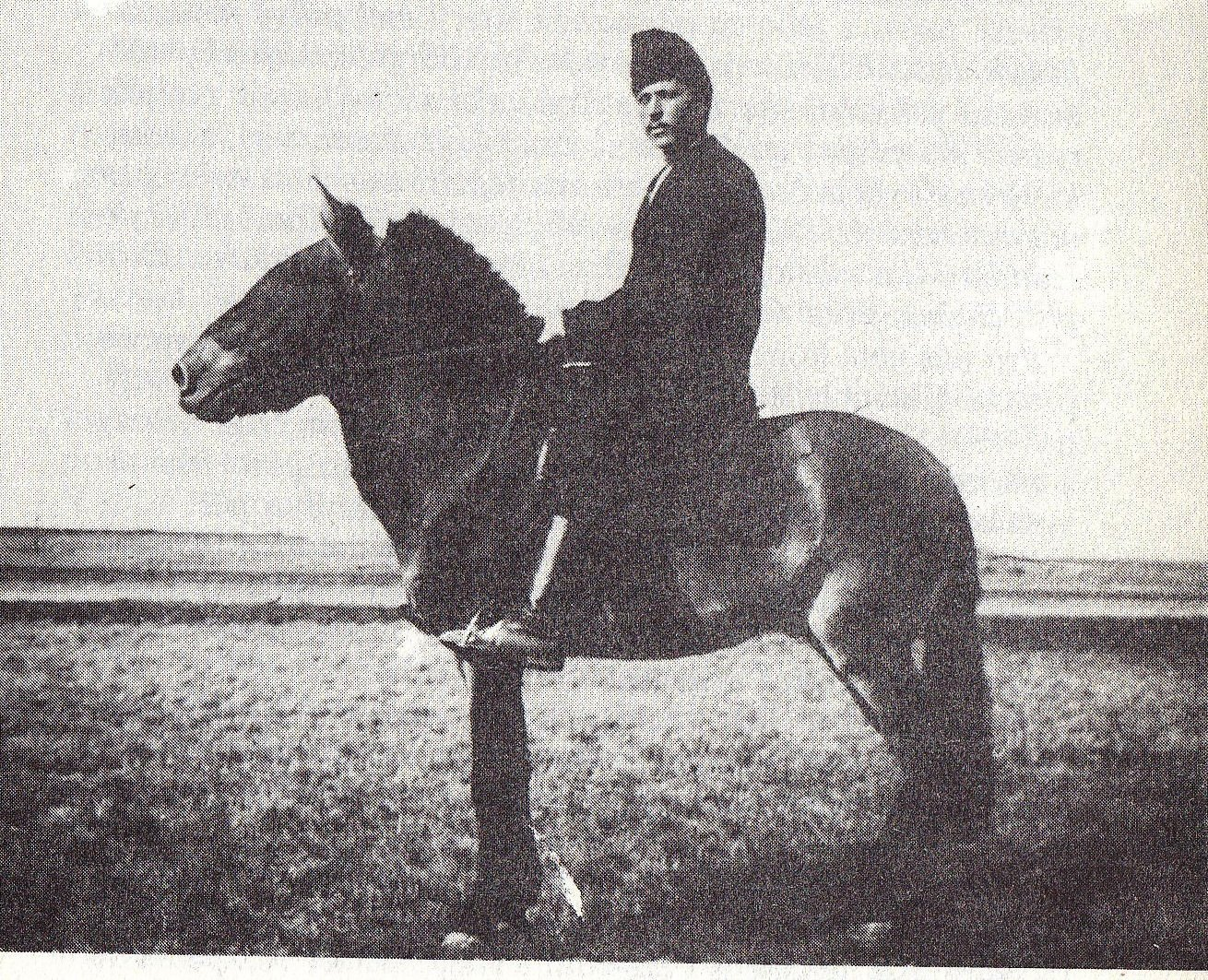
탈 수 있도록 훈련된 프르제발스키말 바스카(Vaska)

니콜라이 프르제발스키가 발견하고 학계에 보고된 시점부터 1900년 중반까지는 이국적인 야생말에 흥미를 느낀 서양인들이 프르제발스키말을 대규모로 포획하고 사냥한 시기였다. 그들은 유행처럼 몽골 고비 사막으로 원정을 떠나 상당수의 말을 사냥하거나 포획했다. 포획하기 어려운 종마나 성체 말들은 죽이고, 대부분 망아지 위주로 포획했다.
동물 매매 전문사업가인 독일 베드포드 공작 카를 하겐베크는 고비 사막에서 망아지들을 대거 포획해 유럽으로 수송했는데, 그가 포획한 망아지는 최소 52마리 이상으로 알려져 있다. 망아지들을 포획하는 과정에서 수많은 종마들이 죽어나갔다. 유럽으로 수송된 망아지들은 유럽과 미국의 동물원과 민간 공원, 또는 귀족들의 애완동물로 팔려나갔다. 우크라이나 아스카니아 노바의 팔츠 페인 남작은 프르제발스키말을 상당수 수집한 대표적인 인물이었다. 그가 데리고 있던 바스카( Vaska )라는 종마는 탈 수 있도록 훈련됐던 유일한 프르제발스키말이다.
하지만 포획한 개체들을 사육하고 번식시키려는 시도는 근친교배로 인한 번식력 감소라는 새로운 문제에 봉착했다. 포획한 개체들끼리 번식시키는 것에는 한계가 있었으며, 망아지들을 포획할 때 종마들을 살해했기 때문에 종마 부족에 시달려야 했다. 이러한 유전자 병목 현상은 결국 종의 멸종을 초래할 수 있다.
이후 동물원 및 사육 센터들은 시설 간 동물 교류를 통해 번식의 다양성을 꾀했고, 이로 인해 유전적 다양성이 증가하고 번식력 향상이 이루어졌다. 하지만 제2차 세계 대전 동안 많은 말들이 살아남지 못하면서 또 다른 유전자 병목 현상을 겪어야 했다. 특히 우크라이나 아스카니아 노바에 있던 개체군은 2차 세계대전 중 독일군의 총격을 받아 전멸했고, 미국에 있던 개체군도 사망했다. 전쟁이 끝날 무렵에는 뮌헨과 프라하 동물원에 소수의 포획된 개체들만이 살아남았다. 1950년대 말까지 세계의 동물원에는 12마리의 말들만 남아 있었다.
남아 있는 말들 중 번식 가능한 말은 단 12마리뿐이었지만 여전히 근친교배 문제를 안고 있었다. 그러던 중 1947년 망아지였을 때 야생에서 포획됐던 올리카 3( Orlica III) 라는 암말이 1957년 우크라이나에 유입되었다. 올리카 3은 야생에서 마지막으로 붙잡힌 말이었고, 1969년 야생 개체군이 멸종된 이후 프르제발스키말을 대표하는 말이 되었다. 올리카 3의 야생 혈통은 제2차 세계대전 이후 살아남은 극소수의 포획 개체군이 직면한 근친교배 문제를 해결해 줄 수 있었고, 그녀의 혈통이 번식을 통해 포획 집단으로 퍼지면서 번식 성공력이 크게 증가했다. 제2차 세계대전 직후 거의 멸종한 개체수는 1965년까지 130마리 이상으로 늘어났는데, 비록 1969년부로 야생에서는 멸종됐지만 상당히 고무적인 일이었다. 이는 올리카 3을 포함한 13마리의 말을 시설간 교환으로 번식시킨 결과이며, 오늘날 전 세계에 살아있는 프르제발스키말들은 모두 이 13마리의 후손들이다.

## 보존 노력
1959년 독일 동물학자 에르나 모어( Erna Mohr )가 세계 최초로 프르제발스키말 혈통서(Pedigree Book of the Przewalski Horse)를 발간해 혈통과 번식 체계를 구축하는 데 큰 기틀을 마련했다. 이 혈통서는 오늘날까지 계속 업데이트되고 있다. 1977년에는 네덜란드 로테르담에서 네덜란드인 3명에 의해 프르제발스키말의 보존과 보호를 위한 재단( Foundation for the preservation and protection of the Przewalski Horse )이 설립되었다. 이 재단은 근친교배를 줄이기 위해 전 세계 동물원에 있는 포획 개체들 간의 교류를 촉진하는 프로그램으로 시작되었고, 이후 자체적으로 교배 프로그램을 시작했다. 이들의 노력은 실제로 유전자 병목 현상을 줄이고 유전적 다양성을 개선하는 데에 상당히 기여했다. 
이러한 번식 노력이 정착한 결과, 1979년에는 유럽, 북미, 쿠바를 포함한 75개 기관에 거의 400마리의 개체들이 있었고, 1990년대 초에는 1,500마리 이상으로 증가했다. 북미 사육사들은 최초로 '종 보존 계획'을 세웠고, 이에 유럽, 호주, 러시아에서 협동 사육 프로그램이 채택되어 전 세계 개체수의 절반 정도를 관리하게 되었다.

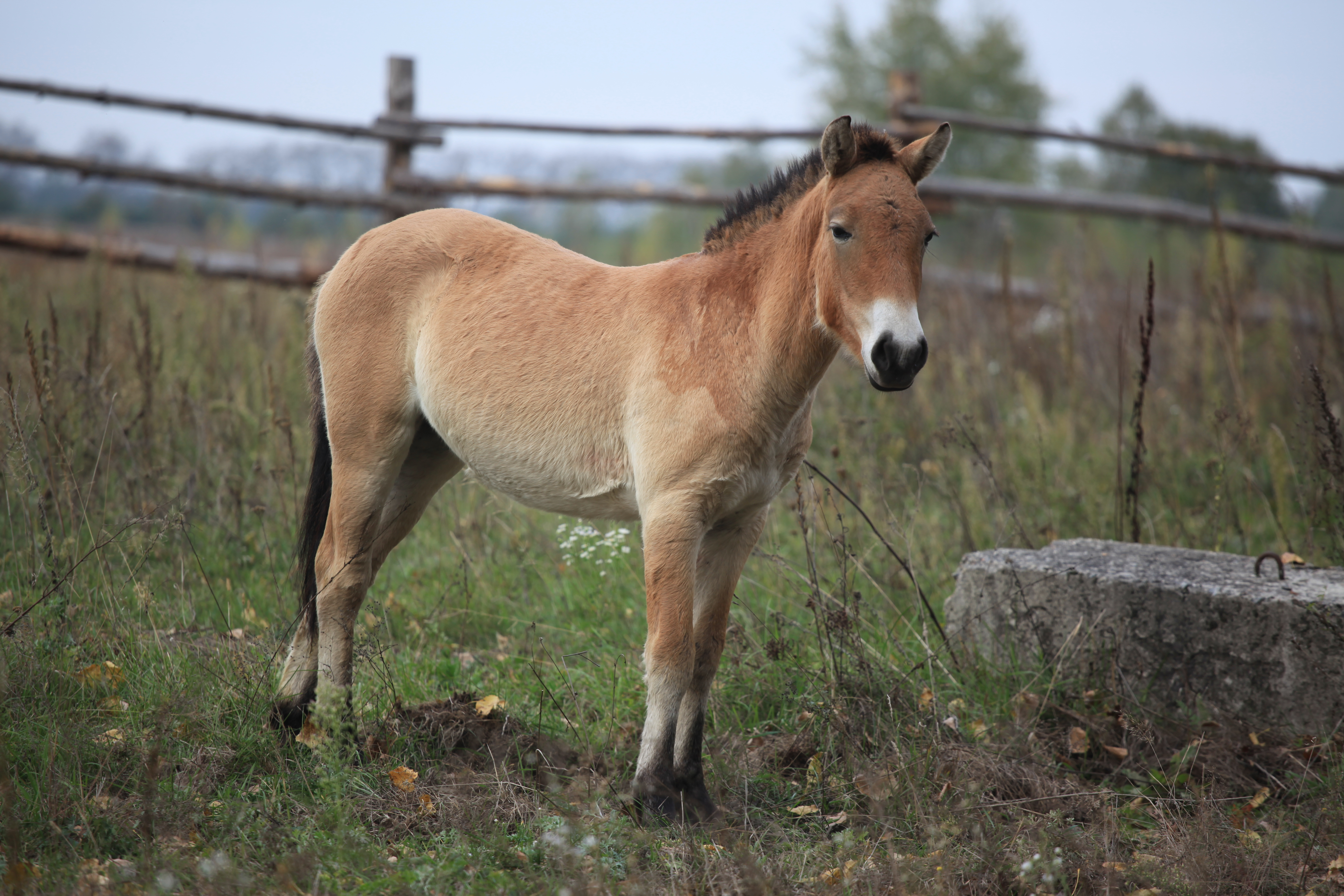
체르노빌 제외 구역에 사는 프르제발스키말

각국에 전문 보호구역도 생겨나기 시작했다. 프랑스의 르 빌라레, 헝가리의 호르토바기 국립공원, 우즈베키스탄의 부하라, 독일 달고-뒤베리츠에 있는 자연보호구역, 우크라이나의 아스카니아 노바 등 많은 보호구역들이 있으며, 체르노빌 제외 구역에도 1998년부터 31마리가 풀려나 자유롭게 살고 있다. 한때 밀렵으로 인해 많은 피해를 입었지만, 현재 이곳에 사는 추정 개체수는 100마리가 넘는다.

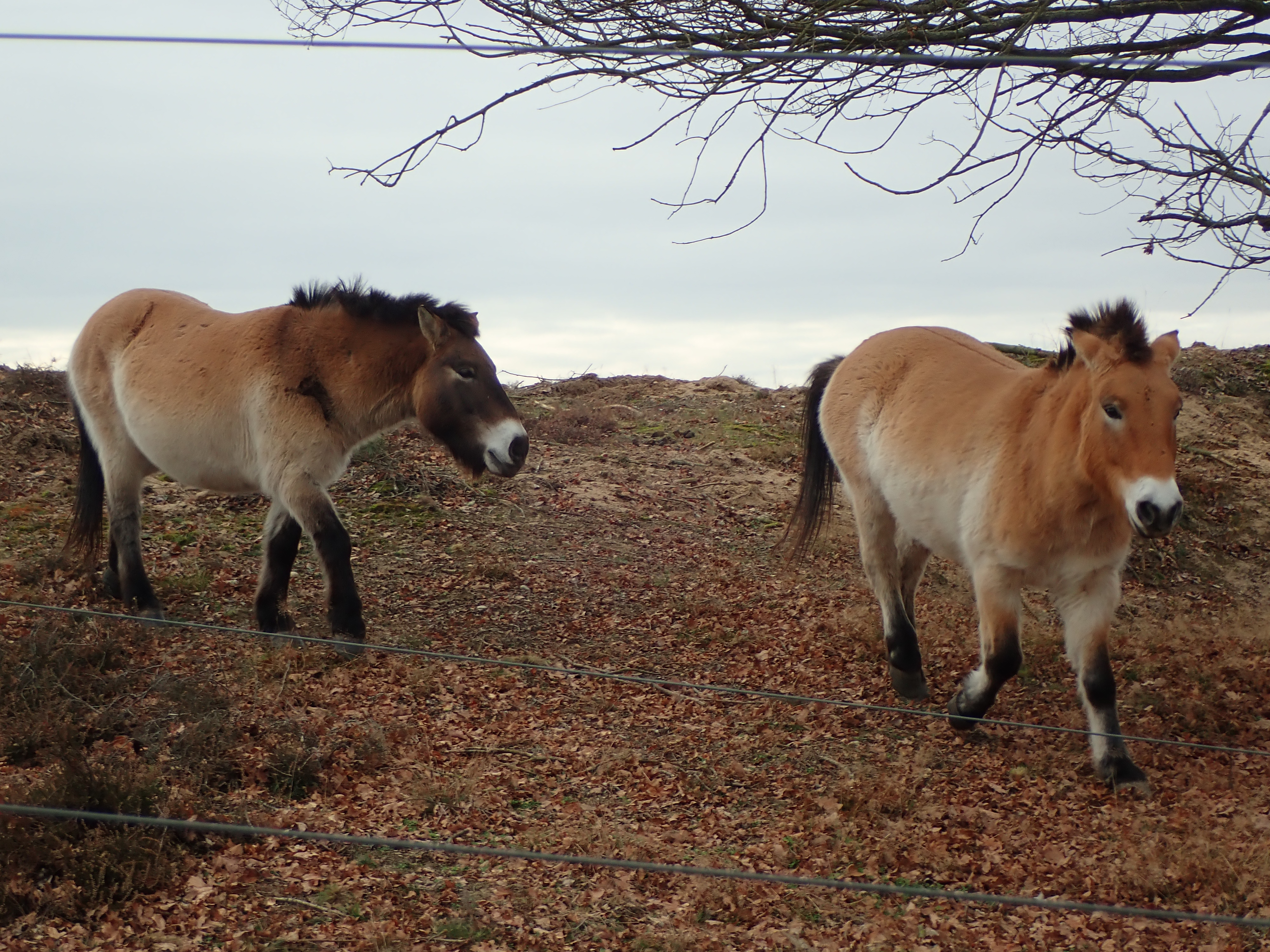
달고-뒤베리츠 보호구역의 프르제발스키말

특히 프랑스의 르 빌라레, 우크라이나의 체르노빌 출입금지구역, 헝가리의 호르토바기 국립공원, 우즈베키스탄의 부하라는 세계에서 규모가 가장 큰 4개의 프르제발스키말 보호구역이자 반 야생 구역이다.
이러한 전문 보호구역들은 이후 프르제발스키말의 본래 서식지인 몽골과 중국 야생에 재도입하기 위한 큰 기반이 되었다.

### 재도입
본격적으로 야생에 방사하는 재도입 프로젝트는 1990년대부터 시작되었다. 1992년 프라하 동물원을 포함한 각종 공공 기관 및 민간 기관, 전략적 파트너들의 많은 지원을 받아 1992년 몽골 고비 사막 가장자리에 위치한 대 고비 엄격보호구역( Great Gobi B Strictly Protected Area )으로 16마리를 수송해 재도입했다. 같은 해 네덜란드 재단의 지원으로 몽골 후스타이 국립공원( Hustai National Park )에 재도입했고, 이어 2004년에는 프랑스 르 빌라레에서 사육하던 프르제발스키말 24마리를 몽골 호민 탈( Khomyn Tal )로 재도입했다. 이 지역들은 모두 국가적으로 보호받는 보호구역이자 야생지이며, 몽골 야생에만 현재 1500여마리가 살고 있다. 
서유럽 국가들이 주도해 시작된 몽골 재도입 프로젝트는 성공적이었으며, 도중에 재정적인 이유로 위기를 겪었지만 2011년 프라하 동물원이 '야생마의 귀환'이라는 새로운 프로젝트를 시작해 현재까지 지속되고 있다.
한편, 중국에서는 1985년 미국, 영국, 독일에서 프르제발스키말 11마리를 수입해 사육하다가 2001년 신장 위구르 자치구에 있는 칼라마일리 자연보호구역( Kalamaili Nature Reserve )으로 첫 야생 방사해 자체적인 재도입 프로젝트를 시행했다. 2010년부터는 둔황시에 있는 서호 자연보호구역( Xihu Nature Reserve )에도 재도입해 현재 중국 야생에는 수백 마리의 프르제발스키말들이 살고 있다.
재도입된 말들은 자연재해, 초기 야생 부적응 등으로 위기를 겪었지만, 자연스럽게 번식하면서 개체수가 증가했다. 이에 따라 IUCN 적색목록에는 2005년 '야생에서 멸종'에서 '멸종 위기'로, 2008년 '야생 멸종'에서 '심각한 멸종 위기'로, 2011년 '심각한 멸종위기'에서 '멸종위기'로 재분류되었다.

### 유전자 연구 및 복제
유럽과 미국에 포획된 개체군을 번식시키는 과정에서 직면한 근친교배와 번식력 감소 문제는 오늘날까지도 프르제발스키말의 멸종을 초래할 수 있는 문제로 남아 있다. 1979년, 몇몇 미국 동물원들은 유전적 다양성을 극대화하기 위해 공동 사육 교환 프로그램을 시작했다. 말 생식 과학의 최근 발전은 유전자풀을 보존하고 확장하는 데에도 사용되었다. 스미스소니언 협회 국립 동물원 과학자들은 2007년 프르제발스키 말의 정관 수술을 성공적으로 수행했다. 2013년 7월 27일 스미스소니언 보존 생물학 연구소에서 인공수정에 의해 최초로 프르제발스키말이 태어났다.
그리고 2020년, 최초의 복제 프르제발스키말 커트( Kurt )가 탄생했다. 체세포 기증자는 1975년 영국에서 태어나 3년 뒤 미국으로 건너간 후 1998년에 세상을 뜬 프르제발스키말 종마 쿠포로비치( Kuporovic )이다. 포획된 프르제발스키말 개체군의 유전적 변이가사라질 것이라는 우려와 새로운 복제 기술의 발전을 기대하면서 쿠포로비치의 조직은 샌디에고 동물원 프로즌 동물원에 냉동 보관되고 있었다. 쿠포로비치는 당시 살고 있던 다른 어떤 말보다 더 독특한 대립 유전자를 보유하고 있었으므로, 개체군의 유전적 다양성을 상당히 증가시킬 확률이 높았다. 이 쿠포로비치의 세포를 이용해 종간 복제 기술이 사용되었다. 냉동 보존하고 있던 쿠포로비치의 세포핵과 가축 암말의 난모세포를 융합했다. 이렇게 만들어진 배아를 며칠 동안 시험관 내에서 배양한 후 가축 암말에게 이식해 착상시켰고, 이 암말은 복제 배아의 대리모 역할을 해서 커트를 출산했다. 
최초의 복제 프르제발스키말 커트는 멸종 위기에 처한 것으로 간주되는 종의 유전 물질을 냉동 보존하는 아이디어를 개발한 유전학자 커트 베니쉬케( Dr. Kurt Benirschke ) 박사의 이름을 따서 지어진 것이다. 2021년, 커트는 샌디에고 동물원 사파리 공원의 사육 무리로 옮겨져 3개월 더 일찍 태어난 홀리( Holly )라는 젊은 암말과 파트너가 되어 지내고 있다. 커트는 성적으로 성숙해지는 3~4살이 되면 샌디에고 동물원의 종마가 되어 번식을 통해 쿠포로비치의 유전자를 개체군에 전달해 종의 유전적 변이를 증가시킬 것으로 기대를 모으고 있다.
2023년, 샌디에고 동물원의 글로벌 프로즌 동물원의 도움으로 커트의 유전자 쌍둥이 올리( Ollie )가 두번째 복제 프르제발스키말로 태어났다. 두 마리의 클론이 성공적으로 생산된 것은 멸종 위기에 처한 종들 중 최초이다. 1980년에 냉동 보존된 종마 쿠포로비치의 섬유아세포에서 두 마리의 말이 복제된 것이다. 올리 또한 샌디에고 동물원 사파리 공원에 합류해 커트, 홀리와 함께 지내게 될 예정이다.

## 같이 보기
- 몽골말